# البحرين في بطولة العالم للسباحة 2011
تنافس البحرين في بطولة العالم للسباحة 2011 في شنغهاي بالصين من 16 إلى 31 يوليو 2011.

## السباحة
شاركت البحرين بثلاثة سباحين.

### الرجال
| الرياضي     | المسابقة      | التصفيات | التصفيات | النصف النهائي | النصف النهائي | النهائي  | النهائي  |
| الرياضي     | المسابقة      | الوقت    | الترتيب  | الوقت         | الترتيب       | الوقت    | الترتيب  |
| ----------- | ------------- | -------- | -------- | ------------- | ------------- | -------- | -------- |
| فرحان فرحان | 50 متر حرة    | 27.70    | 89       | لم يتأهل      | لم يتأهل      | لم يتأهل | لم يتأهل |
| فرحان فرحان | 100 متر حرة   | 1:01.76  | 90       | لم يتأهل      | لم يتأهل      | لم يتأهل | لم يتأهل |
| خالد بابا   | 50 متر فراشة  | 29.95    | 48       | لم يتأهل      | لم يتأهل      | لم يتأهل | لم يتأهل |
| خالد بابا   | 100 متر فراشة | 1:05.40  | 63       | لم يتأهل      | لم يتأهل      | لم يتأهل | لم يتأهل |

### السيدات
| الرياضية    | المسابقة    | التصفيات | التصفيات | النصف النهائي | النصف النهائي | النهائي  | النهائي  |
| الرياضية    | المسابقة    | الوقت    | الترتيب  | الوقت         | الترتيب       | الوقت    | الترتيب  |
| ----------- | ----------- | -------- | -------- | ------------- | ------------- | -------- | -------- |
| سارة الفليج | 50 متر حرة  | 33.98    | 76       | لم تتأهل      | لم تتأهل      | لم تتأهل | لم تتأهل |
| سارة الفليج | 100 متر حرة | 1:14.86  | 75       | لم تتأهل      | لم تتأهل      | لم تتأهل | لم تتأهل |